# Stobi
Stobi ali Stoboi (starogrško Στόβοι; latinsko Stobi; makedonsko Стоби) je bilo starodavno mesto Peonije, ki ga je kasneje osvojilo Kraljestvo Makedonija in končno postalo glavno mesto rimske province Makedonije Salutaris. Je  v bližini Gradskega v Severni Makedoniji, in bilo ob glavni cesti, ki je vodila od Donave do Egejskega morja in je po mnenju mnogih najbolj znano arheološko najdišče v Severni Makedoniji. Stobi je bil zgrajen tam, kjer se reka Erigon (reka Crna reka) združi z Axiosom (Vardar), zaradi česar je strateško pomemben kot vojaško središče in trgovine.

## Predrimsko obdobje
Stobi se je razvil iz peonijske naselbine, ustanovljene v arhaičnem obdobju. Zgodnje mesto, ki je na severni strani terase, je pokrivalo površino okoli 25.000 m2. Njegova bližina stičišču rek Erigón in Axiós ter položaj v rodovitni osrednji Vardarski dolini sta mu omogočila, da je hitro razvil cvetoče gospodarstvo in vzpostavil trgovino. Bližnja gora Klepa je bila donosen vir marmorja. Prvotno peonijsko prebivalstvo so kasneje dopolnile druge skupine priseljencev.
Domneva se, da je leta 217 pr. n. št. Filip V. Makedonski priključil Peonijo med svojo kampanjo proti Dardaniji, ki so vstopili v Bylazor, največje peonijsko mesto.

## Rimsko obdobje
Mesto je prvič pisno omenil zgodovinar Tit Livij v povezavi z zmago Filipa V. Makedonskega nad Dardanijo leta 197 pr. n. št. Leta 168 pred našim štetjem so Rimljani premagali Perzeja in Makedonija je bila razdeljena na štiri nominalno neodvisne republike. Leta 148 pred našim štetjem so bila štiri področja Makedonije združena v enotno rimsko provinco. V obdobju vladavine Avgusta se je mesto povečalo tako po velikosti kot številu prebivalcev. Mesto je še raslo leta 69 pr. n. št., ko je postalo municipij in takrat je začelo proizvajati kovance, natisnjene z Municipium Stobensium. Državljani Stobija so uživali Ius Italicum in so bili državljani Rima. Večina je pripadala rimskim plemenom Aemila in Tromentina. V rimskih časih je bil Stobi glavno mesto rimske province Makedonija Salutaris. Cesar Teodozij I. je bival v Stobiju leta 388. Konec 5. stoletja je mesto doživelo strašen preobrat. Leta 479 ga je oropal ostrogotski kralj Teoderik Veliki. Meščani so mesto obnovili, vendar ga je leta 518 prizadel močan potres. Avaro-slovanski vpadi v 6. stoletju so uničili mestno gospodarstvo in infrastrukturo.

## Etimologija
Ime Stobi je peonijska beseda, ki pomeni »stebriček, steber« in je podobno staropruskemu stabis za skala, starocerkvenoslovanski stoborъ, stъlbъ za stebriček, steber. Tako ime nakazuje, da je bilo mesto velikega lokalnega kultnega stebra, čeprav ni dokazov za to.

## Zgodovina izkopavanj
Beograjski muzej je bil prva in edina ustanova, ki je raziskovala mesto od leta 1924 do 1936. Jugoslovanski arheologi so v mestu najprej odkrili javne in zasebne stavbe, nato pa še mestno gledališče, zgrajeno v 3. stoletju, ter verske artefakte iz osrednjega in zahodnega del mesta. Raziskovanje mesta se je uradno končalo leta 1940. Med drugo svetovno vojno so v Peristerijevi palači našli grobove iz poznega helenizma, od katerih so bili številni pokriti s stavbami. Leta 1970 so med severno in osrednjo baziliko ter v zahodni [[nekropola|nekropoli]g odkrili 55 grobov. Leta 1955 so v južnem delu Severne bazilike odkrili 23 slovanskih grobov iz 9. do 12. stoletja. V obeh delih civilne bazilike so bili odkriti bronasti kipi iz arhaičnega in klasičnega obdobja ter keramični predmeti iz neolitika. V Centralni baziliki so odkrili starejši del druge sinagoge, v Severni baziliki pa arhitektonske strukture in 23 slovanskih grobov. Najpomembnejše najdbe so med leti 1970 in 1980 odkrili jugoslovanski in ameriški arheologi. V tem obdobju je bilo odkritih več stavb in nove ekspedicije v zahodni nekropoli, Casa Romana in v mreži akvaduktov Stobi so razkrile več mozaikov. Od leta 1981 do 1988 je bila odkopana škofovska bazilika. Te preiskave so potrdile napovedi o veri, kulturi in vsakdanjem življenju prebivalstva.
Aprila 2009 so v Stobiju odkrili dobro ohranjeno marmorno Avgustovo glavo.

## Religija v Stobiju
Velika palača v bližini vzhodnega obzidja mesta je bila zgrajena v rimskem obdobju in vsebuje čudovite freske. Tempelj Nemesis v gledališču in verski predmeti, povezani s Higejo in Telesforjem, Artemido Lohejo, Apolonom Clariousom, Jupitrom, Dionizom in Hero, so bili v tem času pogosti. V zgodnjem krščanskem obdobju je bil Stobi škofovski sedež do leta 325, ko se je škof Budius udeležil prvega Nicejskega koncila. Stobi je eno izmed maloštevilnih poznoantičnih in zgodnjekrščanskih mest, ki hranijo veliko število mozaikov. Od 4. do 5. stoletja je bilo zgrajenih več velikih cerkva, ki so bile znane po svoji notranji dekoraciji z mozaiki in freskami. Dekorativne mozaike najdemo tudi v zasebnih luksuznih stavbah iz pozne antike, kot so Teodozijeve, Poliharmozijeve in Peristerijeve vile. Nove arheološke raziskave so pokazale, da so bile vse doslej odkrite krščanske bazilike v mestu zgrajene na starodavnih stavbah.
Starodavna sinagoga iz 3. ali 4. stoletja našega štetja potrjuje judovsko prisotnost v mestu.

## Zgodovinske znamenitosti v Stobija
Severna bazilika ima tri glavne dele: narteks, zunanji narteks, ločen s stebriščem, in atrij, zgrajen večinoma iz marmorja. V severnem delu je krstilnica, v južnem pa so slovanski grobovi. V cerkev, ki je bila zgrajena v začetku 5. stoletja, se lahko vstopi iz ulice Via Principalis Inferior. Posvetna bazilika je južno od severne bazilike in je bila odkrita leta 1937. Leta 1956 so arheologi ugotovili, da obstaja sedem gradbenih faz. Med severno in posvetno baziliko so starodavne Thermae Minores (majhne kopeli) iz kamnitih blokov.
V centralno baziliko in sinagogo se lahko vstopi z ulice Via Principalis. Centralna bazilika je bila zgrajena na sinagogi v začetku 5. stoletja in je imela dve gradbeni fazi. Tla sinagoge so bila odkrita 1,5 m pod nivojem centralne bazilike. Izvira iz 4. stoletja in je bila zgrajena na starejši sinagogi iz 3. stoletja, ki jo je ustanovil oče sinagoge v Stobiju, Tiberij Klavdij Poliharm. V notranjosti sta bili dve vazi iz let 121 do 125.
Hiša psalmov pred centralno baziliko ima sobo z mozaičnim podom, sobo s stebrišči, velikim bazenom in stebri na zahodnem delu dvorišča.
Via Axia je ena glavnih ulic v Stobiju, usmerjena vzhod-zahod. Odkrit je le majhen del ulice.
Glavna mestna javna fontana je na majhnem trgu, ki ga tvorita ulici Via Axia in Via Principalis Inferior.
Magnae Thermae - Veliko kopališče, odkrita leta 1931, je bila sestavljena iz dveh prostorov: enega velikega prostora s kipom in bazena iz kamnitih blokov. Rekonstruirano kopališče je bilo v uporabi do konca 6. stoletja.
'Via Principalis Inferior je bila glavna ulica mesta, ki je potekala od centralne bazilike do glavnega mestnega vodnjaka, nato do Partenijeve hiše, Teodozijeve palače in hiše Psalmov.
Peristerijeva hiša je bila velik bivalni kompleks za več družin in je imela tudi prostore za trgovine. Družina Peristerija je imela prostore v južnem delu kompleksa. Osrednji del tega kompleksa je dvorišče z odprtim nebom, s fontanami na zahodni strani. V vzhodnem delu je odličen primer talnega mozaika, v sredini pa je vodnjak iz marmorja. Kompleks in mozaiki so iz poznega 4. ali začetka 5. stoletja. Ulica Via Theodosia je vzporedna z Via Axia in je med Peristerijevo hišo in Teodozijevo palačo.
V Teodozijevi palači je cesar Teodozij bival v Stobiju. Tla so obložena z marmornimi bloki, peristil pa z mozaiki v tehniki opus sectile. Tudi drugi prostori so okrašeni, iz 4. do 5. stoletja.
Partenijeva hiša je v bližini južnega dela Teodozijeve palače in je z njo povezana z obzidjem, zaradi česar ima stavba obliko črke L.
Valavica (Domus Fullonica) je kompleks povezanih trgovin in rezidenc, zgrajenih na starejših objektih. Ime opisuje le zgodnejšo fazo kompleksa, saj je bila tam kasneje v 5. stoletju tudi delavnica za slikanje in izdelavo preprog. Kompleks je bil v uporabi od 1. do 6. stoletja.
Episkopska bazilika iz 5. in 6. stoletja s krstilnico na jugu. Pav iz mozaičnega poda krstilnice je upodobljen na hrbtni strani makedonskega bankovca za 10 denarjev, izdanega leta 1996 in kovanca za 10 denarjev, izdanega leta 2008.